# Herniaria nigrimontium
Herniaria nigrimontium är en nejlikväxtart som beskrevs av F. Hermann. Herniaria nigrimontium ingår i släktet knytlingar, och familjen nejlikväxter. Inga underarter finns listade i Catalogue of Life.